# Przemysław Staroń
Przemysław Staroń (ur. 21 kwietnia 1985 w Kołobrzegu) – polski nauczyciel i wykładowca. W 2018 uhonorowany tytułem Nauczyciel Roku. W 2020 roku był finalistą Global Teacher Prize.

## Wykształcenie
W 1995 ukończył trzyletnią edukację w Szkole Podstawowej nr 21 im. Kornela Makuszyńskiego w Koszalinie. W latach 1995–2000 kontynuował edukację w Szkole Podstawowej nr 18 im. Jana Matejki w Koszalinie. Kilkukrotne osiągnięcie najwyższej średniej ocen w szkole, tytuły olimpijskie z czterech przedmiotów oraz działania w ramach programów Centrum Edukacji Obywatelskiej doprowadziły do uhonorowania go statuetką Janka dla najlepszego absolwenta szkoły.
W latach 2000–2004 uczył się w I Liceum Ogólnokształcącym im. Stanisława Dubois w Koszalinie. Przez dwie kadencje pełnił funkcję Przewodniczącego Samorządu Uczniowskiego, współtworzył szkolny zespół teatralny, został posłem na IX Sejm Dzieci i Młodzieży. Uhonorowany tytułem finalisty XXXIII Olimpiady Literatury i Języka Polskiego oraz Stypendium Prezesa Rady Ministrów za wybitne osiągnięcia naukowe i działalność społeczną.
W latach 2004–2010 studiował psychologię i kulturoznawstwo na Katolickim Uniwersytecie Lubelskim. Został twórcą Sekcji Arteterapii w Kole Naukowym Studentów Psychologii. Został laureatem konkursu Primus Inter Pares oraz zwycięzcą uczelnianej edycji konkursu Studencki Nobel. Ukończył studia z wyróżnieniem, trzykrotnie został stypendystą Ministra Nauki i Szkolnictwa Wyższego, uhonorowany został także Stypendium Marszałka Województwa Lubelskiego. 

## Aktywność zawodowa
W latach 2010–2021 pracował jako nauczyciel w II LO im. Bolesława Chrobrego w Sopocie. Od 2021 jest nauczycielem w Szkole w Chmurze.
W 2011 wraz z Jędrzejem Sołowijem stworzył Centrum Rozwoju JUMP.
Od 2014 kieruje założonym przez siebie Zakonem Feniksa, który skupia młodzież i seniorów uczących się filozofii. Jest korepetytorem i konsultantem uczniów biorących udział w Olimpiadzie Filozoficznej, pod jego opieką ponad 50 osób zdobyło tytuły finalistów i laureatów konkursu.
Prowadził zajęcia m.in. na Uniwersytecie Trzeciego Wieku w Sopocie i Wydziale Zamiejscowym Uniwersytetu SWPS w Sopocie. Był ekspertem w Centrum Prasowym Uniwersytetu SWPS.

## Nauczanie i projekty edukacyjne

### Projekty międzypokoleniowe i międzykulturowe
Inspirując się filozofią Emmanuela Levinasa oraz badaniami psychologicznymi z zakresu empatii, jest przekonany, że najważniejsze w edukacji jest spotkanie człowieka z człowiekiem. Dlatego też od 2011 integruje seniorów z młodzieżą, czego początkiem były wspólne Wieczory z Kulturą i Sztuką w Sopocie. Późniejsze projekty międzypokoleniowe “Radość i magia” oraz “Kwiaty Europy”, które stworzył z Lidią Dysarz, zostały nagrodzone przez Komisję Europejską w ramach Europejskiego Roku Osób Starszych i Solidarności Międzypokoleniowej oraz Europejskiego Roku Obywateli. Ich pokłosiem jest powstanie w 2014 roku Zakonu Feniksa, międzypokoleniowego fakultetu filozoficznego, w ramach którego młodzież i seniorzy wspólnie uczą się filozofii. 
Organizował międzypokoleniowe spotkania z przedstawicielami religii świata - w Nowej Synagodze w Gdańsku-Wrzeszczu, meczecie w Oliwie, cerkwi prawosławnej, cerkwi greckokatolickiej, kościele ewangelicko-augsburskim, ośrodku buddyjskim, Sali Królestwa Świadków Jehowy. Zainicjował także spotkanie z bahaitami, pastafarianami, Indianami oraz rodzimowiercami słowiańskimi. Fenomen jego działalności został opublikowany w podręczniku do języka polskiego dla klasy ósmej wydanego przez Wydawnictwo Nowa Era w postaci fragmentu wywiadu, jaki przeprowadziła z nim Anna Nagel.

### Zakon Feniksa
Od 2011 przygotowuje uczniów i uczennice do Olimpiady Filozoficznej. W 2013 nawiązał współpracę z Danutą Kamińską, słuchaczką Psychologicznego Uniwersytetu Trzeciego Wieku Uniwersytetu SWPS w Sopocie, która umożliwiła młodzieży naukę filozofii w ramach jej mieszkania w sopockim dworku. W 2014 wraz ze słuchaczką Sopockiego Uniwersytetu Trzeciego Wieku Bogumiłą Bartnik zaproponowały stworzenie oficjalnych szkolnych zajęć z filozofii, na które będą uczęszczać licealiści i seniorzy. Powstały fakultet otrzymał nazwę Zakon Feniksa, co było nawiązaniem do uniwersum Harry’ego Pottera stworzonego przez J.K. Rowling. Zgromadzenie zostało przychylnie odebrane przez uczniów. Fenomen Zakonu zyskał międzynarodowy rozgłos i został omówiony w książce Svenii Busson Exploring the future of education.

## Poza szkołą

### Mediach społecznościowe w edukacji
Jest twórcą internetowym, aktywnym w mediach społecznościowych. Był jednym z pierwszych w Polsce prekursorów wykorzystania tych mediów w edukacji. Stał się specjalistą od edukacyjnego zastosowania Snapchata. Jest ambasadorem programu "Mądrzy Cyfrowi". Znalazł się na liście 100 osób zasłużonych dla rozwoju umiejętności cyfrowych w Polsce w 2017.

### Aktywność medialna i publicystyczna
Występował na kilku konferencjach TEDx. Od kilku lat występuje jako wykładowca w ramach Strefy ASP na Przystanku Woodstock/Pol’and’Rock Festival. Jest zatrudniany jako konferansjer i prowadzący debaty, uroczystości, gale czy eventy. 
Jest aktywny medialnie. Był gościem Dzień dobry TVN oraz Pytanie na śniadanie. Regularnie pisze artykuły dla „Gazety Wyborczej”, „Newsweeka” oraz „Tik w Edukacji”. Jeden z jego tekstów w „Głosie Nauczycielskim”, został wyróżniony w konkursie o nagrodę im. prof. Romana Czerneckiego. 
Rekomendował i konsultował merytorycznie kilka tytułów dla Wydawnictwa Naukowego PWN. Od 2015 współpracuje z Wydawnictwem Pedagogicznym Operon, będąc m.in. jednym z ekspertów w Szkole Głównej Mistrzostwa Edukacyjnego.

### Działalność społeczna
We współpracy z Urzędem Miasta w Sopocie stworzył programy profilaktyczne: Instytut Syriusza, stanowiący punkt konsultacyjny dla młodzieży, oraz projekt Jasna Strona Nocy, mający na celu stworzenie alternatywy dla używania środków psychoaktywnych na terenie Sopotu. Został wybrany na Nauczyciela Roku 2018, wzmianki pojawiły się także w mediach zagranicznych. Poparł strajk nauczycieli w 2019 roku.
Znalazł się na liście 100 wpływowych osób społeczności LGBT+ w Polsce w 2018. Jego działalność została doceniona przez czytelników „Gazety Wyborczej”, którzy wybrali go Człowiekiem Roku w kategorii "wzorowe sprawowanie". Był nominowany do tytułu Człowiek Roku Dziennika Bałtyckiego (2018).
Jest członkiem Komitetu Głównego Olimpiady Filozoficznej i sygnatariuszem Deklaracji Wolności i Solidarności podpisanej 4 czerwca 2019 w Gdańsku. Znalazł się w Encyklopedii Sopocian prowadzonej przez Muzeum Sopotu. W 2020 zasiadał w sztabie wyborczym kandydata na prezydenta RP Szymona Hołowni, a po wyborach prezydenckich w kolegium ekspertów związanego z powołanym przez niego ruchu Polska 2050 Instytutu Strategie 2050.

## Życie prywatne
Wnuk Stanisława Staronia, koszalińskiego szewca, którego zabytkowy zakład szewski został przeniesiony do Muzeum Okręgowego w Koszalinie. "Warsztat szewski" stanowi stałą część wystawienniczą. Ekspozycja znajduje się w zabytkowym budynku gospodarczym zagrody rybackiej. Jego babka, Michalina Łabudzińska, była aktorką Teatru Seniora „Zwierciadło” w Koszalinie. Jest synem Jolanty i Tadeusza Staroniów. Ma młodsze rodzeństwo: siostrę Martę oraz brata Filipa. Od 2009 żyje w związku ze swoim partnerem Jędrzejem Sołowijem.

## Publikacje

### Publikacje popularnonaukowe
- Koncert na długopis żelowy. O Łukaszu Siatkowskim, "Avant" (2012, 3/T, s. 351-355).
- Insygnia Przyszłości, „Newsweek Psychologia” (2018 nr 3, s. 100-103).
- Nauczyciel Roku poleca: 15 książek i seriali dla dzieci, które zostają w głowie na zawsze, MamaDu.pl (data publikacji:, data dostępu: 13 lipca 2019).
- Jak uczyć dobra?, „Uroda Życia” (2019 nr 3 (53), s. 20).
- Keatingami bądźmy!, „https://ochteatr.com.pl/pr/433021/keatingami-badzmy” (data publikacji: 14 kwietnia 2019, data dostępu: 13 lipca 2019).
- Lekcja wychowawcza dla dorosłych, „Newsweek Polska. Wydanie Specjalne” (2019 nr 2, s. 34-37).
- Przewodnik dla dzieci po cyfrowej dżungli, „Newsweek Polska. Wydanie Specjalne” (2019 nr 2, s. 32-33).

### Publikacje literackie
- Szkoła bohaterek i bohaterów, czyli jak radzić sobie z życiem, Wydawnictwo Agora, 2020.
- Szkoła bohaterek i bohaterów, czyli jak radzić sobie ze złem, Wydawnictwo Agora, 2021.
- To nie wypanda. Mam tę moc [w:] 15 (u)ważnych opowieści, Wydawnictwo Olesiejuk, 2022
- W głowie się nie mieści. Radość kontra smutna [w:] 15 (u)ważnych opowieści, Wydawnictwo Olesiejuk, 2022

## Nagrody i wyróżnienia
- Nauczyciel Roku 2018[39][40]
- Człowiek Roku w kategorii “Wzorowe sprawowanie” w plebiscycie Czytelników Gazety Wyborczej[41]
- NatWest LGBT+ Diamond 2019 Polish Business Award w kategorii "Wschodząca gwiazda LGBT+"[42]
- Wyróżnienie w konkursie o Nagrodę im. Ireny Sendlerowej "Za naprawianie świata"
- Medal De nihilo nihil fit przyznany przez Marszałka Województwa Pomorskiego za wyjątkowe osiągnięcia, pasję i łamanie schematów w pracy nauczyciela[potrzebny przypis]
- Wyróżnienie w kategorii “Artykuł publicystyczny” w Konkursie o Nagrodę im. prof. Romana Czerneckiego[16]
- Znalezienie się na liście 100 osób, które w 2017 roku zostały wyróżnione za działalność na rzecz rozwoju umiejętności cyfrowych w Polsce
- Znalezienie się w rankingu 100 najbardziej wpływowych osób społeczności LGBT+ w Polsce w 2018[43]
- Nagroda Komisji Europejskiej za projekt generations@school[44]